# Drosera brevifolia
Drosera brevifolia este o specie de plante carnivore din genul Drosera, familia Droseraceae, ordinul Caryophyllales, descrisă de Frederick Traugott Pursh.
Este endemică în:
- Alabama.
- Arkansas.
- Belize.
- Brazilia Distrito Federal.
- Goiás.
- Mato Grosso do Sul.
- Mato Grosso.
- Alagoas.
- Bahia.
- Fernando de Noronha.
- Maranhao.
- Pernambuco.
- Rio Grande do Norte.
- Sergipe.
- Espirito Santo.
- Minas Gerais.
- Rio de Janeiro.
- São Paulo.
- Trindade.
- Acre.
- Amazonas.
- Amapá.
- Pará.
- Roraima.
- Rondônia.
- Tocantins.
- Paraná.
- Rio Grande do Sul.
- Santa Catarina.
- Cuba.
- Florida.
- Kansas.
- Kentucky.
- Louisiana.
- Mississippi.
- Mexico Distrito Federal.
- Morelos.
- Puebla.
- Tlaxcala.
- Aguascalientes.
- Coahuila.
- Chihuahua.
- Durango.
- Guanajuato.
- Hidalgo.
- Nuevo León.
- Tamaulipas.
- Zacatecas.
- Veracruz.
- Guadalupe I..
- Rocas Alijos.
- Revillagigedo Is..
- Baja California.
- Baja California Sur.
- Sinaloa.
- Sonora.
- Colima.
- Guerrero.
- Jalisco.
- Nayarit.
- Oaxaca.
- Campeche.
- Chiapas.
- Quintana Roo.
- Tabasco.
- North Carolina.
- Oklahoma.
- South Carolina.
- Tennessee.
- Texas.
- Uruguay.
- Virginia.

Conform Catalogue of Life specia Drosera brevifolia nu are subspecii cunoscute.

## Galerie

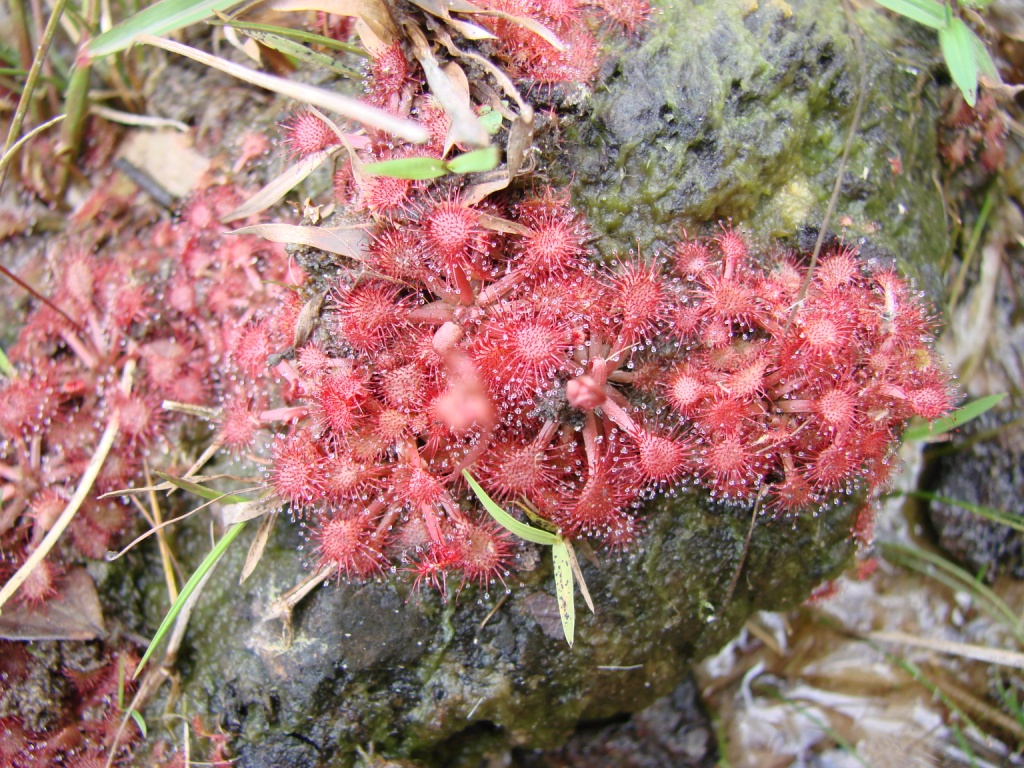
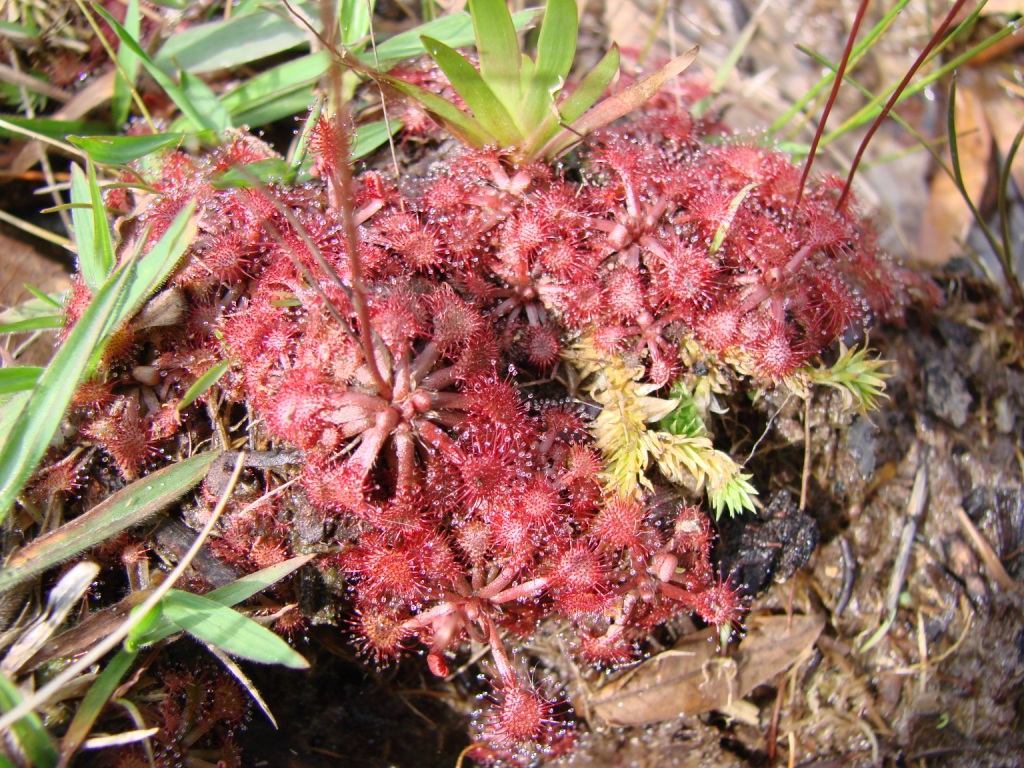
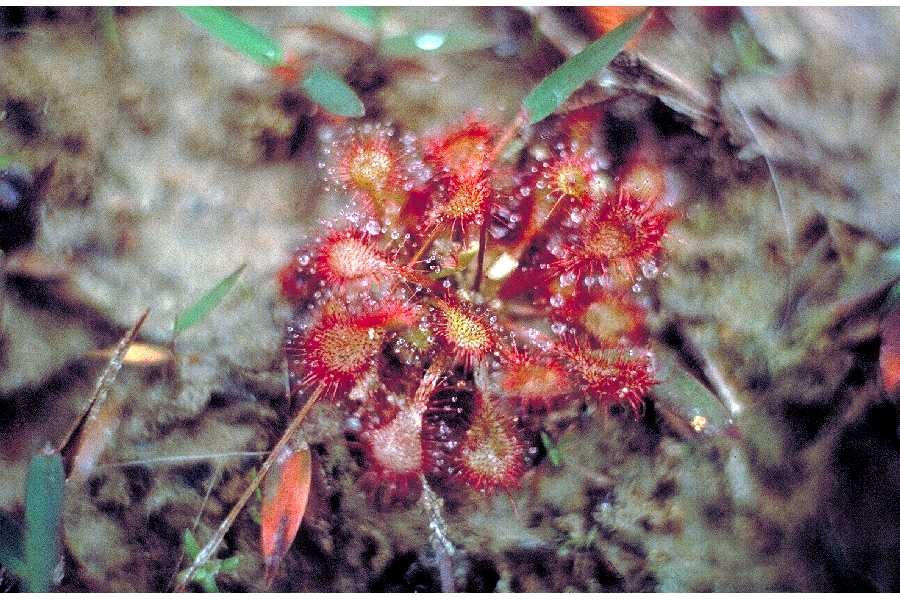